# Pomona (Nowy Jork)
Pomona – wieś w Stanach Zjednoczonych, w stanie Nowy Jork, w hrabstwie Rockland.